# Іл-10
Іл-10 (за кодифікацією НАТО: Beast — «Звір») — радянський штурмовик часів Другої світової війни, створений в ОКБ Іллюшина на основі Іл-2.

## Історія створення
Після створення Іл-2 було вирішено створити на його основі броньованого винищувача Іл-1, який мав стати значно меншим і легшим за Іл-2. Проте в процесі розробки дизайну від ідеї винищувача відмовились, а почали проектувати двомісний штурмовик, який отримав позначення Іл-10. Новий літак оснащувався двигуном АМ-42 потужністю 2000 к.с., озброєння відповідало Іл-2: дві 23-мм гармати ВЯ-23 і два 7,62-мм кулемети, бомбове навантаження — до 600 кг. Новий штурмовик не мав нести реактивні ракети, і вони почали встановлюватись аж після початку серійного виробництва. Основна відмінність від Іл-2 була в фюзеляжі — новий фюзеляж був вужчим і з кращою аеродинамікою завдяки ефективнішому розташуванні радіаторів, також вдалось краще організувати бронювання.
Прототип Іл-10 піднявся в повітря в квітні 1944 року, а в травні був відправлений на військові випробування. Льотні дані були на порядок кращі ніж в Іл-2. Проте в конкурсі також брав участь і штурмовик Су-6, і порівняння не дало однозначного переможця. Проте Іл-10 мав перевагу в швидкості впровадження в серійне виробництво — на ньому використовувалось багато компонентів з Іл-2. Тому 23 серпня 1944 було видане рішення Державного комітету оборони про запуск серійного виробництва Іл-10 відразу на двох заводах.
Московський завод № 1 виготовив 1207 літаків до 1946 року, № 18 — 3394 літаки до 1947 року. Крім них Іл-10 випускався на заводі № 64 в Воронежі (354 літаки, 1948-49), № 168 в Ростові-на-Дону (136 літаків, 1953-54 роки) і № 47 в Оренбурзі (10 Іл-10). Загалом в СРСР було виготовлено 5101 Іл-10, ще 1200 виготовлялись в Чехословаччині за ліцензією.

## Основні модифікації

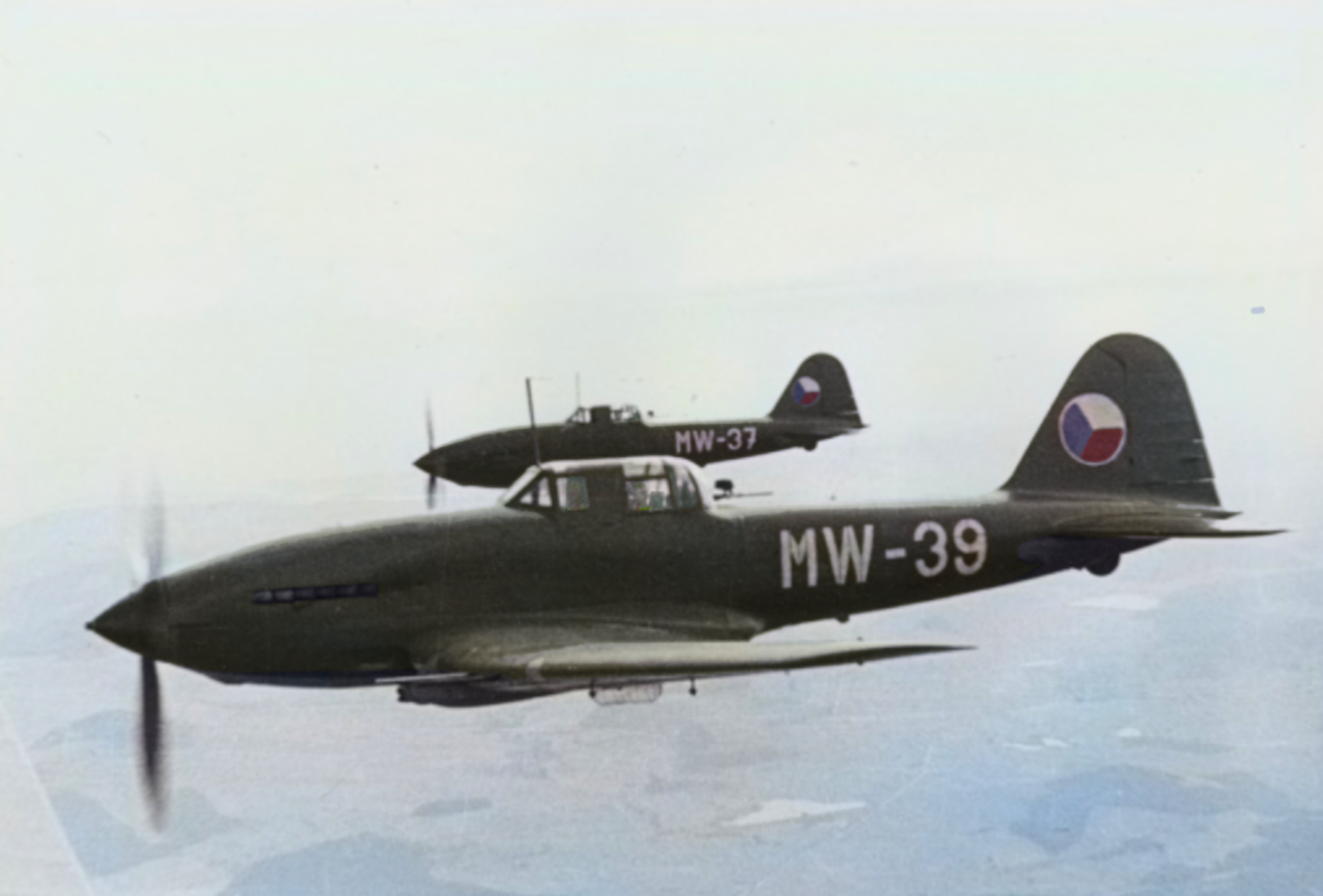
B-33 Чехословацьких ВПС

- Іл-10 — оснащувався двигунами АМ-42, курсове озброєння — дві 23-мм гармати ВЯ-23 і два 7,62-мм кулемети ШКАС. В турелі стрільця встановлювався 12,7-мм кулемет УБТ. Стандартна маса бомбового навантаження — 400 кг, максимальна — 600. З квітня 1945 року були встановлені чотири підвіси для некерованих ракет РС-82 або РС-132. З 1947 року озброєння було посилено — курсове складалось з чотирьох 23-мм гармат НС-23, а УБТ замінений на 20-мм гармату Б-20.
- Іл-10У (або УІл-10) — навчальний варіант з подвійним керуванням. Турельний і курсові кулемети прибрані, кількість точок підвісу ракет зменшена до двох. (283 екз.)
- Іл-10М — подовжено фюзеляж, збільшено розмах крил, встановлено новіше обладнання. Випускався в 1953—1954 роках. (146 екз.)
- B-33 — ліцензійна копія Іл-10, що виготовлялась на заводі «Авіа»
- CB-33 — ліцензійна копія Іл-10У, що виготовлялась на заводі «Авіа»

## Тактико-технічні характеристики

### Технічні характеристики
- Екіпаж: 2 особи
- Довжина: 11,12 м
- Висота: 4,12 м
- Розмах крила: 13,4 м
- Площа крила: 30,0 м ²
- Маса порожнього: 4675 кг
- Маса спорядженого: 6345 кг
- Двигун: АМ-42
- Потужність: 2000 л. с.

### Льотні характеристики
- Максимальна швидкість:
  - на висоті 2800 м: 528 км/год
  - біля землі: 482 км/год
- Практична дальність: 800 км
- Практична стеля: 7250 м
- Час набору висоти:
  - 1000 м — 2,1 хвилин
  - 2000 м — 6,4 хвилин

## Історія використання

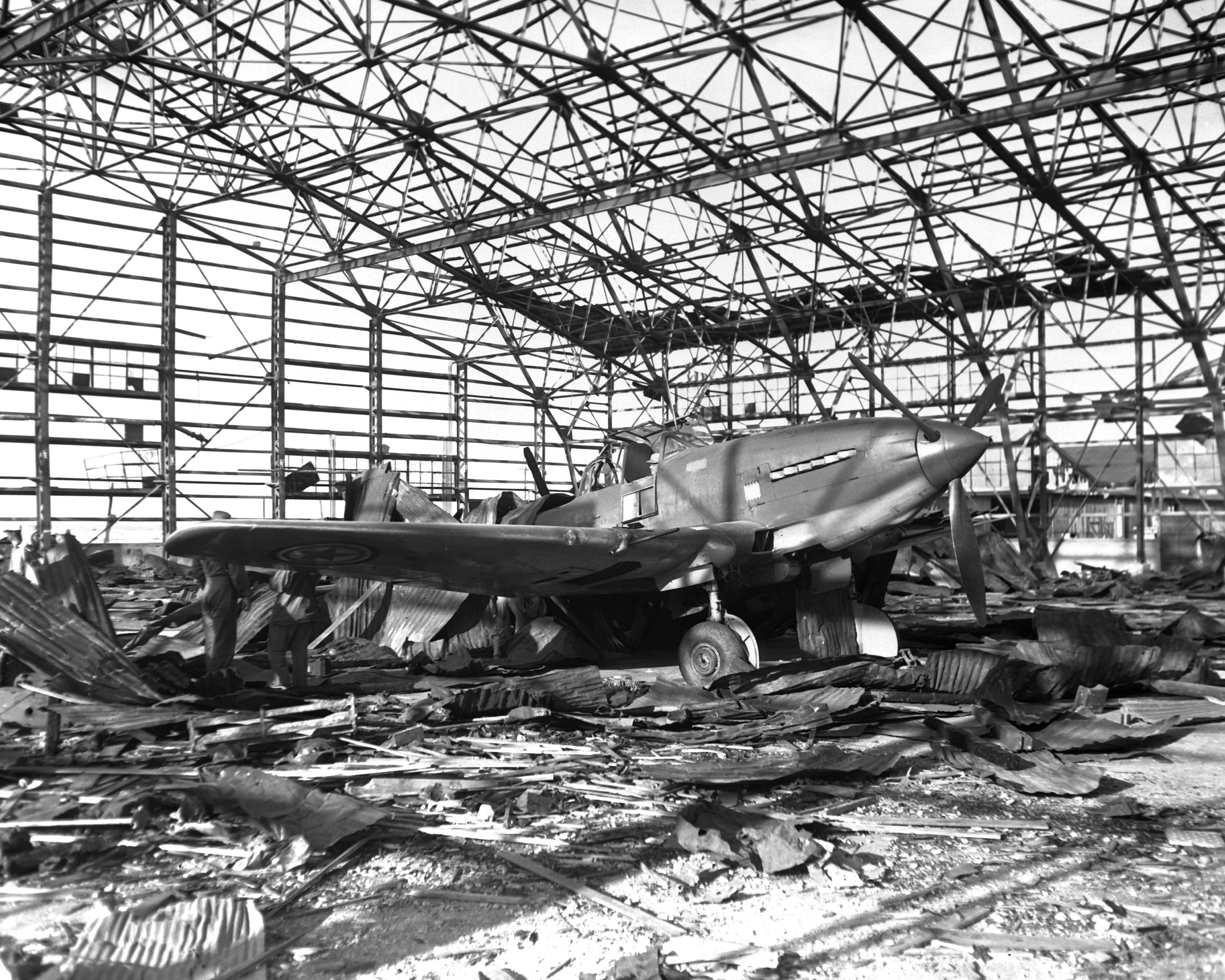
Пошкоджений Іл-10 в Кореї. Кімпхо, 21 вересня 1950 року.

В січні 1945 року Іл-10 надійшли на озброєння 78-го і 108-го гвардійських ШАП, а до 1 травня вже було оснащено 11 полків. Проте в бойових діях проти Німеччини встигли взяти участь тільки три — 108-й, 118-й і 571-й ШАП.
В складі 571-о полку Іл-10 отримали бойове хрещення — 15 квітня відбувся перший бойовий виліт проти німецьких військ в Польщі. 16 квітня поблизу Берліна в бій вступив 108-й полк, а 118-й полк воював тільки один день — 8 травня. Загалом в війні проти Німеччини Іл-10 здійснили 1019 літако-вильотів, а бойові втрати склали три літаки.
В радянсько-японській війні взяв участь тільки один полк з Іл-10 — 26-й ШАП ВПС Тихоокеанського флоту, який мав 35 літаків. 9-10 серпня Іл-10 атакували порт Расон для полегшення майбутнього десанту. В наступні дні Іл-10 завдавали ударів по цілях в Кореї.
Після війни Іл-10 швидко замінив Іл-2 в штурмових полках, ставши, по суті, єдиним штурмовиком на озброєнні ВПС СРСР. 1 січня 1955 року в строю було 1700 Іл-10, але 20 квітня 1956 року відбулось значне скорочення штурмової авіації і більшість Іл-10 було списано.
Чехословаччина отримала 80 Іл-10 від СРСР в 1950 році, ще 600 B-33/CB-33 було виготовлено самостійно. Вони використовувались до 1962 року.
В лютому 1949 року перші Іл-10 отримала Польща. Загалом ВПС Польщі мали 96 Іл-10, 24 Іл-10У і 281 B-33/CB-33. Останні літаки було знято з озброєння в 1959 році.
ВПС Угорщини мали 159 Іл-10/B-33, Румунії — 180. В 1957 році 24 B-33 було продано Ємену. Крім цього Іл-10 також постачались ВПС КНДР, які брали участь в війні і служили до 1972 року. 

## Оператори
- СРСР

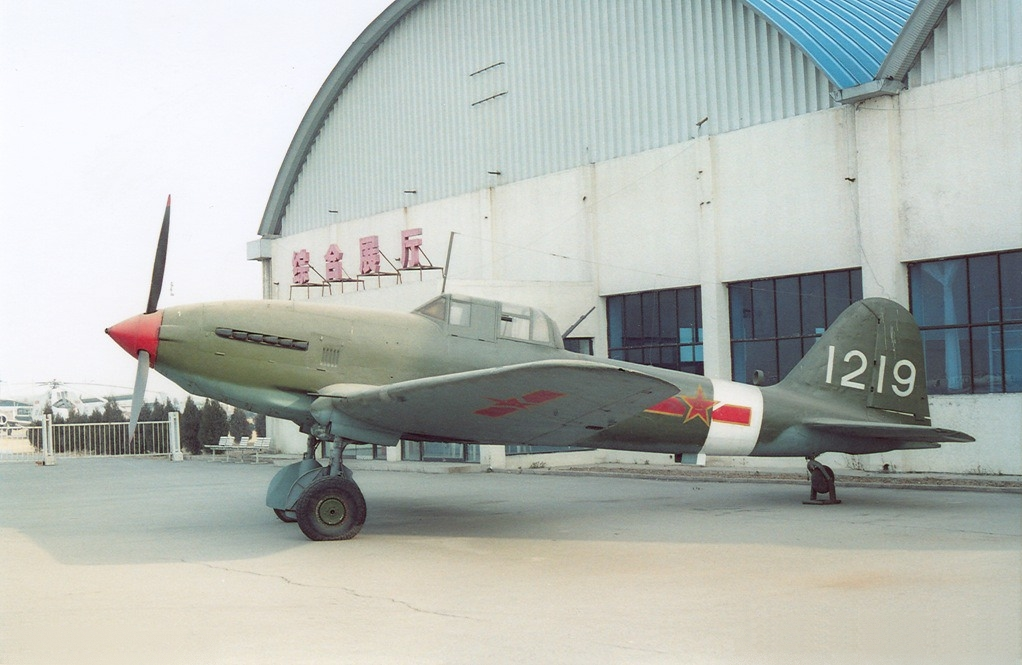
Іл-10 (Китайський музей авіації)

- КНР — З 1950 по 1952 рік було імпортовано 254 штурмовика Іл-10, які використовувалися штурмовими авіаційними дивізіями ВПС Китаю. Вони використовувалися в бойових діях під час конфлікту з Тайванем на прикордонних островах у січні 1955 року. Останні 103 Іл-10 були зняті з експлуатації в 1972 році.
- Чехословаччина — Влітку 1950 року ВПС Чехословаччини отримали близько 80 Іл-10 і 4–6 Іл-10У. Крім того, було поставлено близько 600 B-33 місцевого виробництва. Усі вони експлуатувалися з 1950 по 1962 рік.[2]
- Північна Корея — отримала близько 50 літаків Іл-10, ймовірно, всі вони були виробництва часів Другої світової війни.[3]
- Угорщина — отримала 159 літаків Іл-10 (у тому числі близько 14 тренувальних Іл-10У) і експлуатувала їх з 1949 по 1956 рік.